# Ester Daurella i Garriga
Ester Daurella i Garriga (1972 - 26 de gener de 2025) va ser una jugadora de bàsquet catalana, campeona de la Copa espanyola de bàsquet femenina amb el Club El Masnou Basquetbol el 1985. En la final, disputada a Sevilla, l'equip va guanyar el Coronas Light (61-76). En el curs 1984-1985, patrocinat per Comansi, va portar el número 9 i era la jugadora més jove de l'equip dirigit per Carmen Llúveras, que també incloïa jugadores com Rosa Castillo, Roser Llop i Rosa Sánchez. Posteriorment, va formar part d'equips de primera divisió, incloent un equip patrocinat per Laboratoris Cusí, on va coincidir amb Deborah Rodman, germana de Dennis Rodman. També va jugar amb el Club Esportiu Mataró. Ester Daurella era germana de Lluís Daurella, entrenador del primer equip del Club Bàsquet Vilassar, i tia de Laia Daurella, jugadora júnior. El 2025 va morir en un accident de trànsit.